# Segona categoria del Campionat de Catalunya de futbol 1931-1932
Resultats de la lliga de Segona categoria del Campionat de Catalunya de futbol 1931-1932.

## Sistema de competició
La Segona categoria preferent està formada aquesta temporada per dos grups de 8 equips cadascun, accedint a la promoció d'ascens un total de cinc equips: els dos campions, els dos subcampions, i el guanyador d'una eliminatòria a doble partit entre els dos tercers. Així mateix, els campions de grup juguen una final entre ells a doble partit per decidir el campió de Catalunya de Segona categoria.

### Classificació
Grup A
| Pos | Equip           | PJ | PG | PE | PP | GF | GC | DG  | Pts | Classificació   |
| --- | --------------- | -- | -- | -- | -- | -- | -- | --- | --- | --------------- |
| 1   | UE Sants (C)    | 14 | 9  | 2  | 3  | 36 | 11 | +25 | 20  | Campió          |
| 2   | FC Santboià     | 14 | 7  | 4  | 3  | 30 | 21 | +9  | 18  | Promoció ascens |
| 3   | FC Vilafranca   | 14 | 7  | 3  | 4  | 31 | 22 | +9  | 17  | Promoció ascens |
| 4   | UE Sant Andreu  | 14 | 8  | 1  | 5  | 30 | 20 | +10 | 17  |                 |
| 5   | Reus Deportiu   | 14 | 7  | 0  | 7  | 22 | 23 | −1  | 14  |                 |
| 6   | Club Gimnàstic  | 14 | 5  | 3  | 6  | 20 | 27 | −7  | 13  |                 |
| 7   | CS Vilanova (R) | 14 | 3  | 2  | 9  | 16 | 37 | −21 | 8   | Descens         |
| 8   | FC Güell        | 14 | 2  | 1  | 11 | 17 | 41 | −24 | 5   |                 |

Grup B
| Pos | Equip               | PJ | PG | PE | PP | GF | GC | DG  | Pts | Classificació   |
| --- | ------------------- | -- | -- | -- | -- | -- | -- | --- | --- | --------------- |
| 1   | Terrassa FC         | 14 | 8  | 4  | 2  | 28 | 14 | +14 | 20  | Promoció ascens |
| 2   | UA Horta            | 14 | 9  | 2  | 3  | 31 | 17 | +14 | 20  | Promoció ascens |
| 3   | Granollers SC       | 14 | 8  | 3  | 3  | 28 | 21 | +7  | 19  |                 |
| 4   | FC Ripollet         | 14 | 6  | 4  | 4  | 30 | 27 | +3  | 16  |                 |
| 5   | Iluro SC            | 14 | 6  | 4  | 4  | 34 | 21 | +13 | 13  | (-3)            |
| 6   | Girona FC           | 14 | 4  | 2  | 8  | 21 | 29 | −8  | 11  | (+1)            |
| 7   | CE Manresa          | 14 | 2  | 4  | 8  | 10 | 30 | −20 | 8   |                 |
| 8   | Atlètic de Sabadell | 14 | 0  | 3  | 11 | 9  | 32 | −23 | 3   |                 |

### Resultats
| 1 · jornada · 8  |                  |                  |                  |
| 20 setembre 1931 | 20 setembre 1931 | 8 novembre 1931  | 8 novembre 1931  |
| 1-2              | Reus             | Santboià         | 1-3              |
| 2-1              | Sant Andreu      | Sants            | 1-3              |
| 2-2              | Gimnàstic        | Vilafranca       | 1-1              |
| 0-0              | Vilanova         | Güell            | 2-3              |
| 2 · jornada · 9  |                  |                  |                  |
| 27 setembre 1931 | 27 setembre 1931 | 15 novembre 1931 | 15 novembre 1931 |
| 0-2              | Güell            | Reus             | 0-1              |
| 0-1              | Santboià         | Sant Andreu      | 2-2              |
| 3-0              | Sants            | Gimnàstic        | 2-1              |
| 3-1              | Vilafranca       | Vilanova         | 2-3              |
| 3 · jornada · 10 |                  |                  |                  |
| 4 octubre 1931   | 4 octubre 1931   | 22 novembre 1931 | 22 novembre 1931 |
| 2-2              | Gimnàstic        | Santboià         | 1-3              |
| 2-1              | Vilafranca       | Sants            | 0-3              |
| 6-1              | Sant Andreu      | Güell            | 4-1              |
| 5-0              | Reus             | Vilanova         | 2-1              |
| 4 · jornada · 11 |                  |                  |                  |
| 11 octubre 1931  | 11 octubre 1931  | 29 novembre 1931 | 29 novembre 1931 |
| 4-0              | Reus             | Sant Andreu      | 0-1              |
| 1-0              | Santboià         | Vilafranca       | 3-3              |
| 0-0              | Vilanova         | Sants            | 0-5              |
| 5-2              | Güell            | Gimnàstic        | 0-1              |
| 5 · jornada · 12 |                  |                  |                  |
| 18 octubre 1931  | 18 octubre 1931  | 6 desembre 1931  | 6 desembre 1931  |
| 1-0              | Reus             | Gimnàstic        | 0-1              |
| 0-0              | Sants            | Santboià         | 4-0              |
| 5-0              | Sant Andreu      | Vilanova         | 0-3              |
| 5-2              | Vilafranca       | Güell            | 3-1              |
| 6 · jornada · 13 |                  |                  |                  |
| 25 octubre 1931  | 25 octubre 1931  | 13 desembre 1931 | 13 desembre 1931 |
| 0-2              | Güell            | Sants            | 2-4              |
| 0-1              | Reus             | Vilafranca       | 2-6              |
| 5-0              | Sant Andreu      | Gimnàstic        | 1-2              |
| 2-1              | Vilanova         | Santboià         | 2-4              |
| 7 · jornada · 14 |                  |                  |                  |
| 1 novembre 1931  | 1 novembre 1931  | 20 desembre 1931 | 20 desembre 1931 |
| 3-1              | Vilafranca       | Sant Andreu      | 0-1              |
| 8-0              | Sants            | Reus             | 0-3              |
| 4-1              | Santboià         | Güell            | 5-1              |
| 4-0              | Gimnàstic        | Vilanova         | 3-2              |

| 1 · jornada · 8  |                  |                  |                  |
| 20 setembre 1931 | 20 setembre 1931 | 8 novembre 1931  | 8 novembre 1931  |
| 6-0              | Iluro            | Manresa          | 0-0              |
| 5-1              | Ripollet         | Girona           | 3-2              |
| 2-1              | Horta            | Atlètic Sabadell | 2-0              |
| 0-0              | Granollers       | Terrassa         | 1-5              |
| 2 · jornada · 9  |                  |                  |                  |
| 27 setembre 1931 | 27 setembre 1931 | 15 novembre 1931 | 15 novembre 1931 |
| 1-1              | Atlètic Sabadell | Ripollet         | 0-2              |
| 1-2              | Manresa          | Horta            | 0-6              |
| 2-1              | Terrassa         | Iluro            | 1-0              |
| 1-2              | Girona           | Granollers       | 1-3              |
| 3 · jornada · 10 |                  |                  |                  |
| 4 octubre 1931   | 4 octubre 1931   | 22 novembre 1931 | 22 novembre 1931 |
| 0-0              | Horta            | Terrassa         | 2-2              |
| 5-2              | Iluro            | Granollers       | 0-2              |
| 4-1              | Ripollet         | Manresa          | 1-1              |
| 4-1              | Girona           | Atlètic Sabadell | 2-0              |
| 4 · jornada · 11 |                  |                  |                  |
| 11 octubre 1931  | 11 octubre 1931  | 29 novembre 1931 | 29 novembre 1931 |
| 1-2              | Terrassa         | Ripollet         | 2-1              |
| 4-1              | Iluro            | Horta            | 2-4              |
| 3-0              | Granollers       | Atlètic Sabadell | 1-0              |
| 0-1              | Manresa          | Girona           | 1-3              |
| 5 · jornada · 12 |                  |                  |                  |
| 18 octubre 1931  | 18 octubre 1931  | 6 desembre 1931  | 6 desembre 1931  |
| 4-1              | Iluro            | Ripollet         | 2-2              |
| 1-1              | Girona           | Terrassa         | 2-3              |
| 1-1              | Atlètic Sabadell | Manresa          | (n/p)            |
| 2-1              | Horta            | Granollers       | 0-2              |
| 6 · jornada · 13 |                  |                  |                  |
| 25 octubre 1931  | 25 octubre 1931  | 13 desembre 1931 | 13 desembre 1931 |
| 4-1              | Terrassa         | Atlètic Sabadell | 5-1              |
| 4-2              | Iluro            | Girona           | 1-1              |
| 1-2              | Horta            | Ripollet         | 4-2              |
| 2-1              | Granollers       | Manresa          | 2-2              |
| 7 · jornada · 14 |                  |                  |                  |
| 1 novembre 1931  | 1 novembre 1931  | 20 desembre 1931 | 20 desembre 1931 |
| 0-2              | Girona           | Horta            | 0-3              |
| 0-2              | Atlètic Sabadell | Iluro            | 3-3              |
| 2-0              | Manresa          | Terrassa         | 0-2              |
| 2-2              | Ripollet         | Granollers       | 2-5              |

| Desempat     |              |                  |                  |
| 3 gener 1932 | 3 gener 1932 | 10/17 gener 1932 | 10/17 gener 1932 |
| 3-1          | Terrassa     | Horta            | 1-2              |

Notes Grup B
- Jornada 12: per incompareixença de l'Atlètic Sabadell els punts són adjudicats al Manresa.[1]
- Jornada 13: tot i l'empat del partit Girona-Iluro, el Comitè de Competició va atorgar els dos punts al Girona i cap a l'Iluro, a més de sancionar aquest amb dos punts menys a la classificació.[2]

| Final         |               |               |               |
| 24 gener 1932 | 24 gener 1932 | 31 gener 1932 | 31 gener 1932 |
| 2-2           | Terrassa      | Sants         | 2-5           |
| Promoció      |               |               |               |
| 24 gener 1932 | 24 gener 1932 | 31 gener 1932 | 31 gener 1932 |
| 1-2           | Granollers    | Vilafranca    | 0-5           |

## Torneig de promoció

### Classificació
| Pos | Equip              | PJ | PG | PE | PP | GF | GC | DG  | Pts | Classificació |
| --- | ------------------ | -- | -- | -- | -- | -- | -- | --- | --- | ------------- |
| 1   | UE Sants (O, P)    | 14 | 9  | 1  | 4  | 27 | 19 | +8  | 19  | Ascens a 1a   |
| 2   | FC Palafrugell (O) | 14 | 9  | 1  | 4  | 24 | 21 | +3  | 19  | Roman a 1a    |
| 3   | FC Martinenc (O)   | 14 | 7  | 4  | 3  | 38 | 20 | +18 | 18  | Roman a 1a    |
| 4   | FC Santboià        | 14 | 7  | 3  | 4  | 29 | 22 | +7  | 17  |               |
| 5   | Terrassa FC        | 14 | 5  | 6  | 3  | 35 | 30 | +5  | 16  |               |
| 6   | FC Vilafranca      | 14 | 4  | 3  | 7  | 22 | 25 | −3  | 11  |               |
| 7   | UA Horta           | 14 | 2  | 5  | 7  | 23 | 31 | −8  | 9   |               |
| 8   | Catalunya FC (R)   | 14 | 0  | 3  | 11 | 12 | 42 | −30 | 3   | (Nota)        |

### Resultats
| 1 · jornada · 8  |               |                  |                  |
| 10 abril 1932    | 10 abril 1932 | 29 maig 1932     | 29 maig 1932     |
| 5-5              | Terrassa      | Catalunya        | 3-1              |
| 2-1              | Sants         | Martinenc        | 0-1              |
| 2-1              | Palafrugell   | Horta            | 2-1              |
| 6-1              | Santboià      | Vilafranca       | 2-0              |
| 2 · jornada · 9  |               |                  |                  |
| 17 abril 1932    | 17 abril 1932 | 5 juny 1932      | 5 juny 1932      |
| 3-3              | Martinenc     | Terrassa         | 2-2              |
| 4-0              | Vilafranca    | Sants            | 0-1              |
| 0-1              | Catalunya     | Palafrugell      | 0-3              |
| 4-1              | Horta         | Santboià         | 1-1              |
| 3 · jornada · 10 |               |                  |                  |
| 24 abril 1932    | 24 abril 1932 | 12 juny 1932     | 12 juny 1932     |
| 3-0              | Palafrugell   | Martinenc        | 0-3              |
| 3-1              | Santboià      | Catalunya        | 2-0              |
| 3-2              | Vilafranca    | Horta            | 2-2              |
| 3-1              | Terrassa      | Sants            | 2-4              |
| 4 · jornada · 11 |               |                  |                  |
| 1 maig 1932      | 1 maig 1932   | 19 juny 1932     | 19 juny 1932     |
| 1-1              | Catalunya     | Vilafranca       | 1-3              |
| 3-0              | Martinenc     | Santboià         | 2-4              |
| 4-2              | Sants         | Horta            | 1-1              |
| 2-2              | Terrassa      | Palafrugell      | 4-5              |
| 5 · jornada · 12 |               |                  |                  |
| 8 maig 1932      | 8 maig 1932   | 24 juny 1932     | 24 juny 1932     |
| 2-0              | Palafrugell   | Sants            | 0-3              |
| 0-0              | Terrassa      | Santboià         | 2-2              |
| 1-1              | Vilafranca    | Martinenc        | 2-6              |
| 1-1              | Horta         | Catalunya        | 3-2              |
| 6 · jornada · 13 |               |                  |                  |
| 15 maig 1932     | 15 maig 1932  | 3/10 juliol 1932 | 3/10 juliol 1932 |
| 4-1              | Martinenc     | Horta            | 2-2              |
| 0-3              | Terrassa      | Vilafranca       | 3-0              |
| 4-2              | Palafrugell   | Santboià         | 0-3              |
| 4-0              | Sants         | Catalunya        | 3-0              |
| 7 · jornada · 14 |               |                  |                  |
| 22 maig 1932     | 22 maig 1932  | 17 juliol 1932   | 17 juliol 1932   |
| 2-0              | Vilafranca    | Palafrugell      | (n/p)            |
| 2-1              | Santboià      | Sants            | 1-3              |
| 0-2              | Catalunya     | Martinenc        | 0-8              |
| 0-1              | Horta         | Terrassa         | 2-5              |

Notes
- Jornada 2: per alineació indeguda d'un jugador local en el partit Vilafranca-Sants, els dos punts foren assignats al Sants, malgrat perdre el partit per 4 a 0.[3]
- Jornada 14: per incompareixença del Vilafranca els punts són adjudicats al Palafrugell.[1]